# 北海道士別翔雲高等学校
北海道士別翔雲高等学校（ほっかいどうしべつしょううんこうとうがっこう、Hokkaido Shibetsu Shoun High School）は、北海道士別市にある公立（道立）の高等学校である。

## 沿革
- 2007年 - 北海道士別高等学校と北海道士別商業高等学校を統合して開校。校舎は士別商業高等学校を利用。

## 運動部
- バスケットボール部
- バレーボール部
- ウェイトリフティング部
- 硬式テニス部
- ソフトテニス部
- バドミントン部
- スキー部　→現在廃部
- レスリング部　→現在廃部
- 硬式野球部
- 陸上競技部
- サッカー部
- 卓球部
- 柔道部　→現在廃部
- 弓道部

### 文化部
- 美術部
- 放送局
- 吹奏楽局
- 新聞局
- 図書局
- ボランティア局